# Кургино (Альоховщинське сільське поселення)
Кургино (рос. Кургино) — присілок у Лодєйнопольському районі Ленінградської області Російської Федерації.
Населення становить 6 осіб. Належить до муніципального утворення Альоховщинське сільське поселення.

## Історія
Згідно із законом від 20 вересня 2004 року № 63-оз належить до муніципального утворення Альоховщинське сільське поселення.

## Населення
| 1838 | 1862 | 1922 | 1958 | 1997 | 2007 | 2010 |
| ---- | ---- | ---- | ---- | ---- | ---- | ---- |
| 59   | ↘26  | ↗143 | ↘84  | ↘5   | ↘2   | ↗9   |
| 2014 | 2015 | 2016 |      |      |      |      |
| ↘7   | ↘6   | →6   |      |      |      |      |